# Cagayan
Cagayan (/kɑːɡəˈjɑːn/ kah-gə-YAHN), chính thức là Tỉnh Cagayan (tiếng Ilocano: Probinsia ti Cagayan; tiếng Filipino: Lalawigan ng Cagayan), là một tỉnh tại Philippines nằm ở vùng Thung lũng Cagayan của nước này, bao gồm phần đông bắc của Luzon. Thủ phủ của tỉnh là thành phố Tuguegarao. Nằm cách Manila khoảng 431 kilômét (268 mi) về phía tây bắc, tỉnh còn bao gồm quần đảo Babuyan Islands ở phía bắc. Tỉnh giáp biên giới với Ilocos Norte và Apayao ở phía tây, và Kalinga cùng Isabela ở phía nam.
Cagayan là một trong những tỉnh tiền thân tồn tại trong thời kỳ thuộc địa của Tây Ban Nha. Được gọi là La Provincia de Cagayan, biên giới của nó về cơ bản bao phủ toàn bộ Thung lũng Cagayan, bao gồm các tỉnh ngày nay là Isabela, Quirino, Nueva Vizcaya, Batanes và một phần của Kalinga, Apayao và Aurora. Thủ đô trước kia là Nueva Segovia, cũng là nơi có Tổng giáo phận Nueva Segovia. Ngày nay, chỉ còn lại 9.295,75 kilômét vuông (3.589,11 dặm vuông Anh) so với diện tích rộng lớn trước đây của tỉnh. Tuy nhiên, toàn vùng này vẫn được gọi là Thung lũng Cagayan.

## Ngữ gốc
Một truyền thuyết dân gian cho rằng tên gốc ban đầu xuất phát từ cây tagay, một loại cây mọc mạnh ở phần bắc của tỉnh. Thuật ngữ Catagayan, có nghĩa "nơi cây tagay mọc", đã được viết ngắn gọn thành Cagayan. Tuy nhiên, các nhà ngôn ngữ học cho rằng cagayan xuất phát từ một từ cổ xưa đã mất đi nghĩa "sông". Các biến thể của từ này như karayan, kayan, kahayan, kayayan, kagayan và kalayan - tất cả đều có nghĩa là sông.

## Lịch sử

### Lịch sử sớm
Cagayan có một nền văn minh tiền sử với văn hóa đa dạng và phong phú. Theo các nhà khảo cổ học, người đầu tiên ở Philippines có lẽ đã sống ở Cagayan hàng nghìn năm trước đây.
Trong thời kỳ cổ điển, Gattaran và Lal-lo là nơi của những người săn bắt và thu thập thủy sản. Những người săn bắt và thu thập này đã tích trữ vỏ sò thừa còn lại của họ trong nhiều địa điểm ở Gattaran và Lal-lo, cho đến khi cuối cùng, những vỏ sò đã tạo thành nguồn lớn nhất các địa điểm chứa vỏ sò trong toàn bộ Philippines.
Người Atta hoặc Negrito là những người đầu tiên ở thung lũng. Họ sau đó đã di chuyển lên các vùng cao nguyên hoặc được hòa nhập biến đổi theo cách khác nhau bởi người Austronesian, từ đó các dân tộc như Ibanags, Itawes, Yogads, Gaddangs, Irayas và Malawegs đã xuất phát - thực tế đều có nguồn gốc từ một dân tộc duy nhất. Đây là những người mà người Tây Ban Nha đã tìm thấy tại các làng khác nhau dọc theo các con sông trên khắp Cagayan. Người Tây Ban Nha đã đúng đắn khi nhận xét rằng những người dân trong các làng khác nhau này đều xuất phát từ một nguồn gốc dân tộc duy nhất và quyết định làm cho ngôn ngữ Ibanag trở thành "ngôn ngữ phổ thông", cả trong lĩnh vực dân sự và tôn giáo cho toàn bộ người dân Cagayan, mà họ gọi chung là Cagayanes, sau này được viết lại thành Cagayanos.
Cagayan là một điểm quan trọng trên Đường Jade biển, một trong những mạng lưới thương mại dựa trên biển vật liệu địa chất lớn nhất trong thế giới tiền sử, hoạt động trong 3000 năm từ 2000 BCE đến 1000 CE.
Ngay cả trước khi người Tây Ban Nha đến Cagayan, người Cagayanos đã tiếp xúc với các nền văn minh khác nhau như người Trung Quốc, Nhật Bản và thậm chí là người Ấn Độ, như được chứng minh bằng các hiện vật đa dạng và sự hiện diện của các yếu tố ngôn ngữ nước ngoài từ nhẹ đến trung bình trong ngôn ngữ của người bản xứ.
Các dân tộc khác nhau khác, chủ yếu là Ilocanos, Pangasinenses, Kapampangans và Tagalogs, cũng như Visayans, Moros và thậm chí là người nước ngoài như người Trung Quốc, Ấn Độ, Ả Rập, Tây Ban Nha và những người khác đã tiếp xúc với người bản địa Cagayano để tạo nên người Cagayano hiện đại như chúng ta biết ngày nay.
Bờ biển phía bắc cũng là nơi đã xảy ra một trạng thái của người Wokou khi lãnh chúa cướp biển người Nhật Tay Fusa đã xây dựng pháo đài tại đó trước khi nó bị phá hủy trong các trận chiến Cagayan năm 1582.

### Thời kỳ thực dân Tây Ban Nha
Vào năm 1581, Đại úy Juan Pablo Carreon đến Cagayan với một trăm người lính trang bị đầy đủ và gia đình của họ theo lệnh của Gonzalo Ronquillo de Peñaloza, Tổng thống Tây Ban Nha thứ tư của Philippines. Đội thám hiểm này được gửi để khám phá Thung lũng Cagayan, chuyển đổi người bản địa sang Công giáo, và thiết lập các nhiệm vụ tôn giáo và thị trấn trong cả thung lũng.
Vào ngày 29 tháng 6 năm 1583, người chinh phạt Tây Ban Nha Juan de Salcedo đã vẽ biên giới bắc của Luzon và đặt chân lên các khu vực Massi (Pamplona), Tular, và Aparri.

#### Tỉnh Cagayan
Năm 1583, thông qua một Nghị định Hoàng gia Tây Ban Nha, toàn bộ phần đông bắc của Luzon (cụ thể là tất cả các vùng phía đông của dãy núi Cordillera và các vùng phía bắc của dãy núi Caraballo) bao gồm cả các hòn đảo trong Kênh Balintang đã được tổ chức thành một đơn vị chính trị lớn được gọi là La Provincia de Cagayan. Phạm vi địa lý của provincia bao gồm các tỉnh hiện tại như Batanes, Isabela, Quirino, Nueva Vizcaya, và một phần của Kalinga, Apayao, và Aurora. Thủ phủ của provincia là Nueva Segovia (địa phương Lal-lo hiện nay).
Những tu sĩ Tây Ban Nha sớm thiết lập các trạm thế tôn tại Camalaniugan và Lal-lo (Nueva Segovia), nơi sau này trở thành trụ sở của Giáo phận được thành lập bởi Giáo hoàng Clement VIII vào ngày 14 tháng 8 năm 1595.
Ban đầu, có 200 công dân Tây Ban Nha từ Châu Âu đi cùng với 100 người lính đã thiết lập các khu định cư khắp Thung lũng Cagayan. Những người này sau đó được bổ sung thêm bởi 155 người lính Latin Mỹ được tuyển mộ từ Mexico.
Năm 1758, vị trí của Tòa thánh Chính tòa đã được chuyển đến thành phố Vigan vì khoảng cách xa. Sự ảnh hưởng của người Tây Ban Nha vẫn tồn tại trong các tòa nhà to lớn và những nhà thờ đồ sộ.
Năm 1839, tỉnh quân sự và chính trị Nueva Vizcaya được thành lập và tách khỏi tỉnh Cagayan. Sau đó, vào ngày 1 tháng 5 năm 1856, tỉnh Isabela được thành lập như một đơn vị riêng, lãnh thổ của nó được tách ra từ phía nam tỉnh Cagayan và phía đông của Nueva Vizcaya.
Vào cuối thế kỷ 18, chính phủ New Spain khuyến khích mở rộng thương mại và phát triển nông sản. Một trong số đó là thuốc lá, và ở vùng Cagayan đã trở thành trung tâm của một hệ thống độc quyền tích hợp theo chiều dọc: thuốc lá được trồng ở đó và vận chuyển đến Manila, nơi chúng được chế biến thành điếu và xì gà. Sự phát triển này đi kèm với việc xây dựng hệ thống quản lý và kế toán dưới sự hướng dẫn của José de Gálvez. Ông đã phát triển hệ thống độc quyền tương tự tại Mexico và sau đó thực hiện điều này tại Philippines dưới thời quân chế José Basco y Vargas (1778–1787). Việc phát triển ngành công nghiệp này của người Tây Ban Nha đã tác động đến tất cả lợi ích kinh tế của họ tại Philippines.
Sự thành lập chính quyền dân sự của Cagayan thông qua Nghị định Hoàng gia Tây Ban Nha năm 1583 được kỷ niệm hàng năm trong lễ hội Aggao Nac Cagayan của Chính quyền Tỉnh Cagayan và người dân.

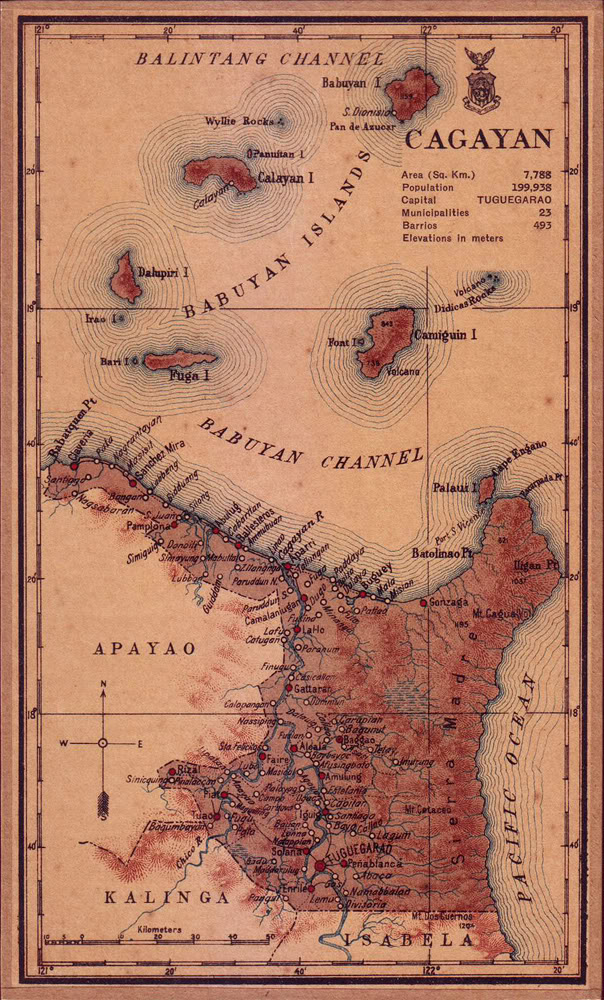
Bản đồ cũ của Cagayan trong cuộc Tổng điều tra năm 1918

### Thời kỳ Mỹ
Năm 1898, khi Hiệp ước Paris được ký kết để kết thúc Chiến tranh Tây Ban Nha – Mỹ, Mỹ tiếp quản quyền kiểm soát tại Philippines. Điều này ảnh hưởng đến văn hóa ở đây, đặc biệt là trong nông nghiệp và giáo dục, cũng như trong công trình công cộng và giao thông. Một căn cứ hải quân đã tạo cơ hội giao lưu giữa người dân địa phương và thủy thủ và quản lý Mỹ. Cuối thế kỷ 18, tỉnh Cagayan có 29 hạt. Khi Philippines trở thành lãnh thổ của Hoa Kỳ năm 1902, nhiều hạt khác được thành lập. Sau đó, do tập trung dân cư và di chuyển dân số, số hạt trở lại 29. Một lượt nhập cư mới bắt đầu vào cuối thế kỷ 19 và thế kỷ 20 với sự đến của một nhóm khác của người Ilocano, đến đây với số lượng lớn. Hiện nay, họ chiếm tỷ lệ đông nhất trong tỉnh, và chỉ khi họ định cư một cách quy mô lớn, tiếng Ilocano mới thay thế tiếng Ibanag để trở thành ngôn ngữ thông dụng ở đây.

### Thời kỳ Nhật chiếm
Trong Thế chiến thứ hai, với các cuộc tấn công bằng máy bay của quân Nhật, tỉnh Cagayan đã chịu nhiều tổn thất do bom và sau đó là cuộc xâm lược. Quân đội Hoàng gia Nhật Bản xâm nhập Cagayan vào năm 1942. Trong thời gian Nhật chiếm đóng, nhiều đơn vị quân đội của Quân đội Cộng hòa Philippines đã được tái lập từ thời tiền chiến trước đó, trong giai đoạn từ ngày 3 tháng 1 năm 1942 đến ngày 30 tháng 6 năm 1946. Họ xây dựng trụ sở chung, trại cư trú và đóng quân ở tỉnh Cagayan, bắt đầu chiến dịch chống lại lực lượng Nhật. Họ đã tham gia vào các chiến dịch ở tỉnh Cagayan và Isabela, và hỗ trợ các binh sĩ địa phương thuộc Lục quân Thứ 11 và Thứ 14 của Lực lượng Quân đội Hoa Kỳ tại Philippines – Bắc Luzon (USAFIP-NL), những chiến binh du kích địa phương và lực lượng giải phóng của Mỹ. Họ đã chiến đấu chống lại quân đội Hoàng gia Nhật Bản từ năm 1942 đến năm 1945.
Trận Engaño vào ngày 26 tháng 10 năm 1944 diễn ra tại Cape Engaño. Lúc đó, lực lượng máy bay sân bay Hoa Kỳ tấn công lực lượng Bắc Nhật. Đây đã là chiến dịch cuối cùng của Trận vịnh Leyte. Quân Nhật mất 4 tàu sân bay, 3 tàu tuần dương nhẹ và 9 tàu khu trục.
Năm 1945, lực lượng đất liền của Hoa Kỳ và Quân đội Cộng hòa Philippines, cùng với những binh sĩ du kích được công nhận, đã giành lại Cagayan. Trong chiến dịch này, có binh sĩ người Philippines của các sư đoàn Bộ binh Thứ 1, Thứ 2, Thứ 12, Thứ 13, Thứ 15 và Thứ 16 của Quân đội Cộng hòa Philippines, Lục quân Thứ 1 của Cảnh sát Philippines và Lục quân Thứ 11 và Thứ 14 của Lực lượng Quân đội Hoa Kỳ tại Philippines – Bắc Luzon (USAFIP-NL) từ Trận Thung lũng Cagayan trong Thế chiến thứ hai.

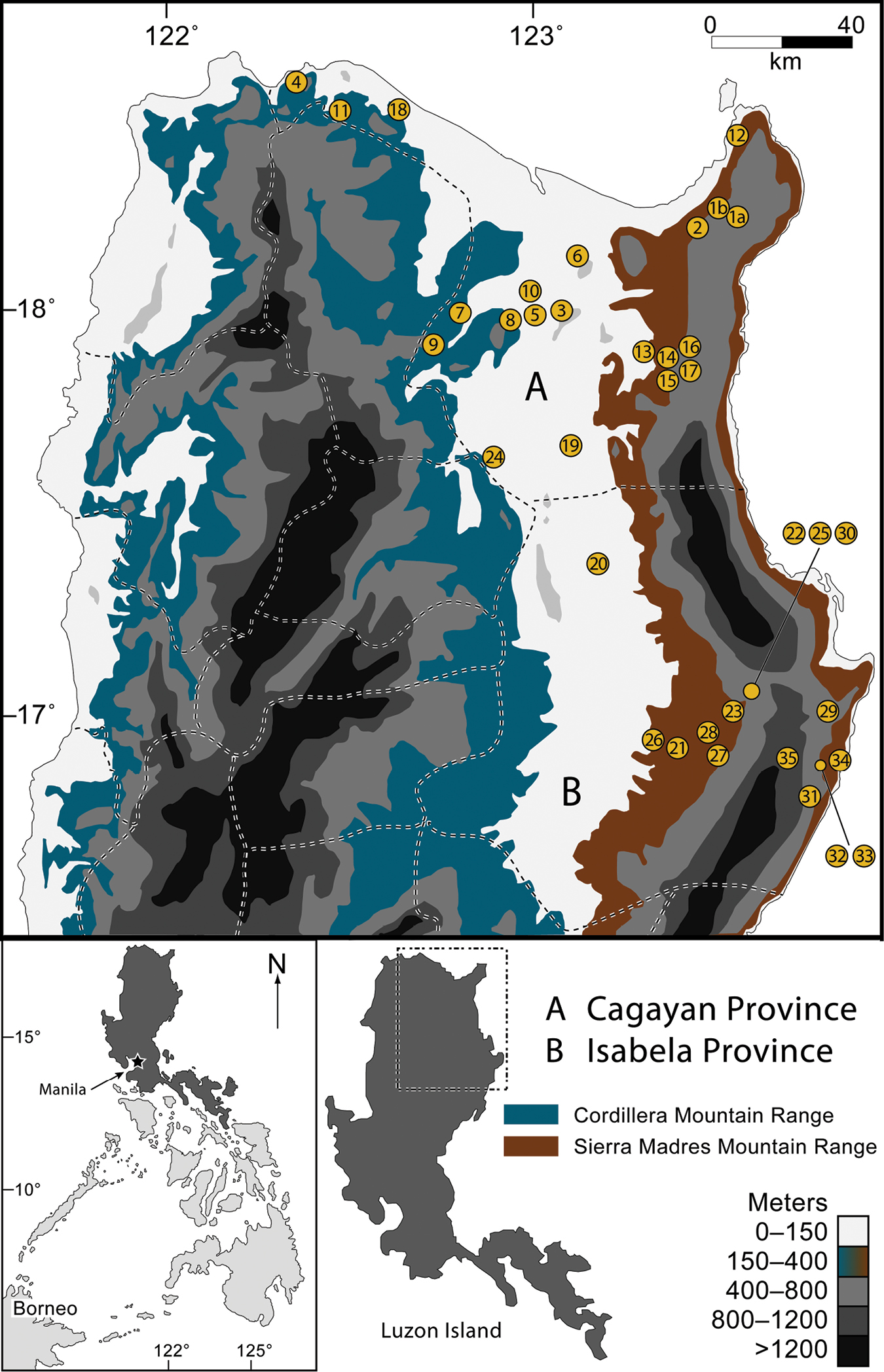
Bản đồ địa hình Bắc Luzon cho thấy Cagayan

### Độc lập của Philippines
Trong những năm 1970 và 1980, Cagayan trở thành nơi nổi tiếng là một ổ địch của Juan Ponce Enrile từ Gonzaga. Ông Enrile, khi đó là Bộ trưởng và sau này là Bộ trưởng Quốc phòng, đã trở thành một trong những nhân vật quyền lực nhất trong thời kỳ Chế độ quân sự dưới thời Tổng thống Ferdinand Marcos. Nhờ ảnh hưởng của ông, đã xây dựng được Cảng Irene, một cơ sở cảng quốc tế hiện đại ở Santa Ana, được đặt theo tên con gái của Marcos là Irene. Cảng này sau này đã là cơ sở cho việc tạo ra Khu Kinh tế Đặc biệt và Cảng trị Cagayan (Cagayan Special Economic Zone and Freeport). Enrile, với tư cách là Thượng nghị sĩ vào năm 1995, đã viết luật sáng tạo cho khu này, bao gồm cả Santa Ana và một phần của Aparri. Mặc dù Enrile đã chuyển hướng trong Cách mạng Nhân dân EDSA năm 1986, Cagayan vẫn là một trong những nơi còn lại của người ủng hộ Marcos ở vùng miền bắc Luzon, được gọi là "Solid North". Tuy nhiên, điều này không ngăn tỉnh trở thành một trong những nơi nổi tiếng của cuộc nổi dậy của NPA bắt đầu từ những năm 1970. Trong thời kỳ đó, quyền khai thác gỗ đã được trao cho Enrile và các đồng chí của ông bởi gia đình Marcos, dẫn đến tình trạng suy thoái nghiêm trọng về rừng ở tỉnh, góp phần vào tình trạng lụt lội và các vấn đề môi trường khác, vẫn tồn tại cho đến ngày nay.
Cagayan cũng là nơi diễn ra Vụ oanh tạc khách sạn Delfino ở Tuguegarao, diễn ra vào ngày 4 tháng 3 năm 1990. Vụ việc này xảy ra khi cố gắng bắt giữ thống đốc tạm đình chỉ Rodolfo Aguinaldo vì ủng hộ các cuộc nổi dậy chống lại chính phủ của Tổng thống Corazon Aquino. Thay vì đầu thú, ông Aguinaldo đã xông vào thủ đô tỉnh và bắt cóc nhiều người, bao gồm cả sĩ quan thực thi pháp luật Oscar Florendo của Lực lượng vũ trang Philippines Dịch vụ Quan hệ Dân sự. Cuộc đối đầu nhanh chóng trở thành một loạt các cuộc đấu súng trong toàn thị trấn. Ông Florendo bị giết, có thể do đạn lạc bên trong khách sạn, và Aguinaldo đã trốn thoát. Sau đó, ông Aguinaldo sau khi đầu hàng đã được xóa sạch các cáo buộc hình sự và tái đắc cử năm 1992. Ông sau đó được bầu làm nghị sĩ vào năm 1998, nhưng ông đã bị ám sát bởi Quân đội Nhân dân mới vào năm 2001.

## Địa lý

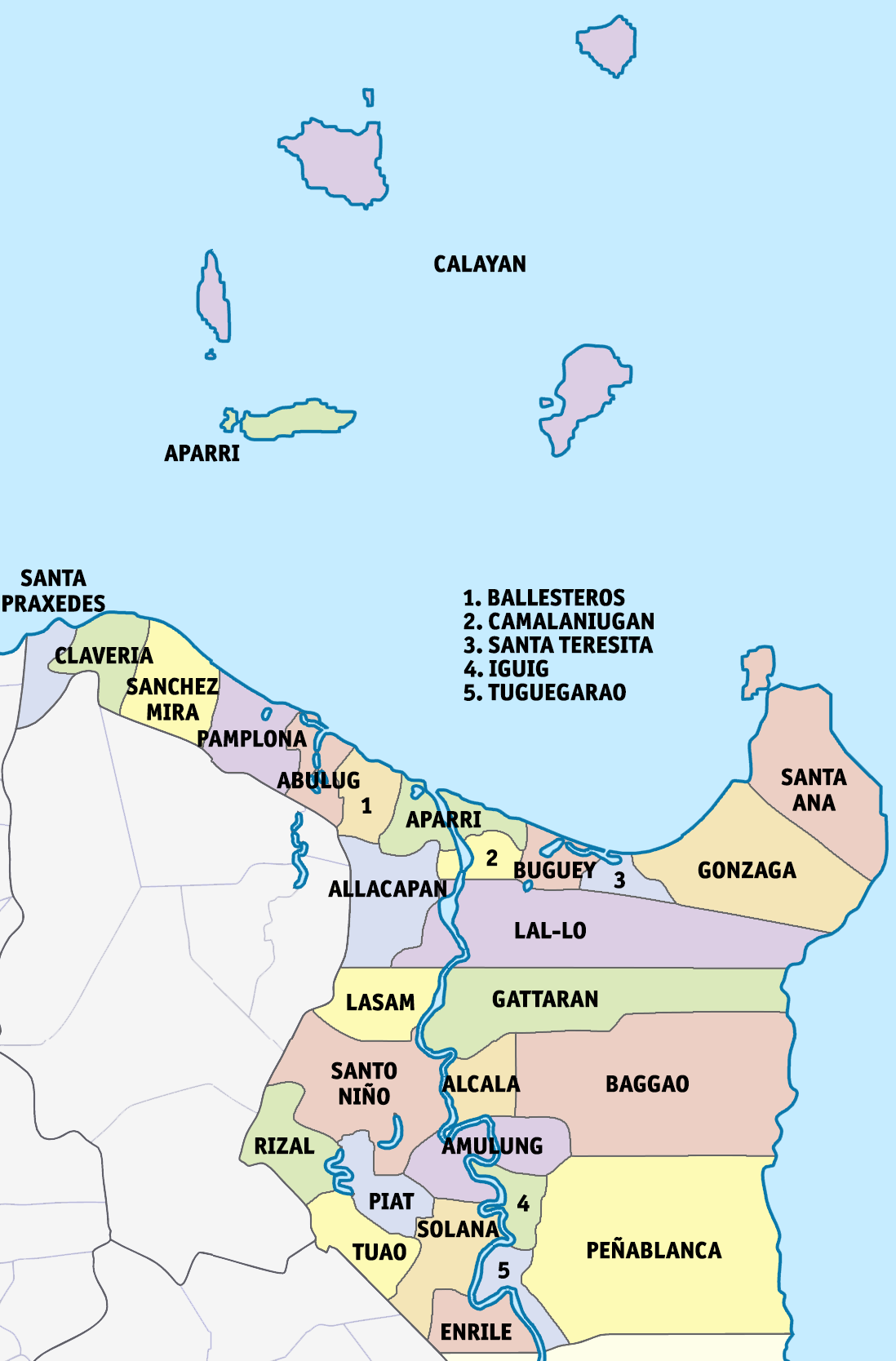
Bản đồ chính trị của Cagayan

Tọa lạc trong khu vực Thung lũng Cagayan, tỉnh giới hạn bởi Biển Đông ở phía đông, tỉnh Isabela ở phía nam, Dãy núi Cordillera ở phía tây, và eo biển Balintang cùng Quần đảo Babuyan ở phía bắc. Cách 2 kilômét (1,2 mi) từ điểm cực đông bắc của tỉnh là Đảo Palaui; vài kilômét về phía tây là Đảo Fuga. Quần đảo Babuyan, bao gồm Calayan, Dalupiri, Camiguin và Babuyan Claro, cách đất liền Luzon khoảng 60 hải lý (110 km) về phía bắc.
Bờ biển phía đông tạo thành phần phía bắc của dãy núi Sierra Madre, trong khi ranh giới phía tây thường có độ cao từ đồi đến thấp. Khu vực trung tâm, nơi có một thung lũng lớn, là nơi tạo thành lưu vực thấp của con sông dài nhất của nước, Sông Cagayan. Cửa sông nằm ở thị trấn phía bắc Aparri.
Tổng diện tích đất của tỉnh Cagayan khoảng 9.295,75 kilômét vuông (3.589,11 dặm vuông Anh), chiếm khoảng ba phần trăm tổng diện tích đất nước, là tỉnh lớn thứ hai trong khu vực.

### Các khu phố
Tỉnh này gồm có 28 huyện và 1 thành phố, tạo thành tổng cộng 820 khu phố (còn gọi là barangay). Năm 2010, Ugac Sur tại Thành phố Tuguegarao có dân số đông nhất, trong khi Centro 15 (Poblacion) tại Aparri có dân số thấp nhất. Nếu không tính thành phố, Maura tại Aparri có dân số cao nhất.

### Khí hậu
Cagayan có khí hậu nhiệt đới xavan (gọi tắt là Aw) với ngày nóng và đêm ấm suốt cả năm.
| Dữ liệu khí hậu của Cagayan       | Dữ liệu khí hậu của Cagayan | Dữ liệu khí hậu của Cagayan | Dữ liệu khí hậu của Cagayan | Dữ liệu khí hậu của Cagayan | Dữ liệu khí hậu của Cagayan | Dữ liệu khí hậu của Cagayan | Dữ liệu khí hậu của Cagayan | Dữ liệu khí hậu của Cagayan | Dữ liệu khí hậu của Cagayan | Dữ liệu khí hậu của Cagayan | Dữ liệu khí hậu của Cagayan | Dữ liệu khí hậu của Cagayan | Dữ liệu khí hậu của Cagayan |
| Tháng                             | 1                           | 2                           | 3                           | 4                           | 5                           | 6                           | 7                           | 8                           | 9                           | 10                          | 11                          | 12                          | Năm                         |
| --------------------------------- | --------------------------- | --------------------------- | --------------------------- | --------------------------- | --------------------------- | --------------------------- | --------------------------- | --------------------------- | --------------------------- | --------------------------- | --------------------------- | --------------------------- | --------------------------- |
| Trung bình ngày tối đa °C (°F)    | 27.9 (82.2)                 | 29.1 (84.4)                 | 30.9 (87.6)                 | 32.7 (90.9)                 | 33.2 (91.8)                 | 33.8 (92.8)                 | 33.5 (92.3)                 | 33.1 (91.6)                 | 32.6 (90.7)                 | 31.8 (89.2)                 | 30.4 (86.7)                 | 28.3 (82.9)                 | 31.4 (88.6)                 |
| Tối thiểu trung bình ngày °C (°F) | 20.6 (69.1)                 | 21.8 (71.2)                 | 22.3 (72.1)                 | 23.8 (74.8)                 | 24.7 (76.5)                 | 24.8 (76.6)                 | 24.9 (76.8)                 | 24.6 (76.3)                 | 24.2 (75.6)                 | 23.9 (75.0)                 | 22.8 (73.0)                 | 21.5 (70.7)                 | 23.3 (74.0)                 |
| Số ngày mưa trung bình            | 8                           | 4                           | 3                           | 2                           | 6                           | 6                           | 7                           | 8                           | 10                          | 9                           | 11                          | 11                          | 85                          |
| Nguồn: Storm247                   |                             |                             |                             |                             |                             |                             |                             |                             |                             |                             |                             |                             |                             |

## Nhân khẩu học
Dân số của tỉnh Cagayan trong cuộc điều tra dân số năm 2020 là 1.268.603 người, với mật độ 140 người trên kilômét vuông hoặc 360 người trên một dặm vuông.
Phần lớn người ở Cagayan có nguồn gốc từ người Ilocano, chủ yếu là những người di cư từ Vùng Ilocos. Lúc đầu, nhóm đông đảo hơn là người Ibanag, họ là người đầu tiên được thấy bởi các nhà thám hiểm Tây Ban Nha và được chuyển đổi sang Thiên chúa giáo bởi các tu sĩ. Điều này đã làm cho Ngôn ngữ Ibanag lan rộng trong vùng thung lũng trước khi người Ilocano di cư đến. Ở Cagayan, phần lớn người theo Đạo Công giáo Rôma chiếm 85% dân số, và Nhà thờ Aglipay cũng có một số ít tín đồ mạnh mẽ tại tỉnh. Số lượng người theo Iglesia Ni Cristo cũng đang ngày càng tăng.
Ngoài người Ilocano và Ibanag, còn có nhóm người Malaweg, Itawit, Gaddang, cũng như nhóm người lang thang Aeta và gia đình của người Ibatan, họ đã hòa nhập vào văn hóa Ibanag-Ilocano và định cư tại Cagayan. Gần đây hơn, có một nhóm người từ phía nam, những người Hồi giáo Philippines, đã di cư đến tỉnh này và hình thành cộng đồng riêng cho họ. Ngoài ra, còn có những người nói tiếng Tagalog từ Trung Luzon và Nam Luzon đã định cư ở khu vực này, cùng với một số ít người Pangasinan và Kapampangan đến từ vùng đồng bằng trung tâm.
| Ngôn ngữ nói (2000) | Ngôn ngữ nói (2000) | Ngôn ngữ nói (2000) | Ngôn ngữ nói (2000) | Ngôn ngữ nói (2000) |
| ------------------- | ------------------- | ------------------- | ------------------- | ------------------- |
| Ngôn ngữ            | Ngôn ngữ            |                     | Người nói           | Người nói           |
| Ilocano             | Ilocano             |                     | 680,256             | 680,256             |
| Ibanag              | Ibanag              |                     | 177,499             | 177,499             |
| Itawit              | Itawit              |                     | 84,382              | 84,382              |
| Tagalog             | Tagalog             |                     | 28,961              | 28,961              |

Các ngôn ngữ chính được nói ở đây là Ilocano, tiếp theo là Ibanag, Yogad và Gaddang. Người Ilocano và Ibanag nói tiếng Ilocano với giọng Ibanag, bởi vì hậu duệ của người Ilocano từ thế hệ đầu tiên ở Cagayan, sống trong cộng đồng người Ibanag, đã học tiếng Ibanag; tình hình tương tự xảy ra với việc tiếng Ilocano bị ảnh hưởng bởi giọng Gaddang, Paranan, Yogad và Itawis khi hậu duệ của người Ilocano từ thế hệ đầu tiên ở Cagayan, sống trong cộng đồng người Gaddang, Paranan, Yogad và Itawis, đã học các ngôn ngữ của họ. Những người dân, đặc biệt là ở thủ đô và các trung tâm thương mại, nói và hiểu tiếng Anh và tiếng Tagalog/Filipino. Người Tagalog, Ilocano và Ibanag nói tiếng Tagalog với giọng Ibanag, bởi vì hậu duệ của người Tagalog từ thế hệ đầu tiên ở Cagayan, sống trong cộng đồng người Ibanag, đã học tiếng Ibanag.

### Ngôn ngữ đang nguy cấp
Có hai ngôn ngữ bản địa đang gặp nguy cơ tại Cagayan. Đó là ngôn ngữ Dupaninan Agta (có ít hơn 1400 người nói còn lại) và ngôn ngữ Central Cagayan Agta (có ít hơn 799 người nói còn lại); cả hai ngôn ngữ này được liệt kê là Nguy cơ theo Bảng đồ thế giới về ngôn ngữ đang gặp nguy cơ của UNESCO. Tất cả những người nói còn lại của các ngôn ngữ này đều thuộc thế hệ người cao tuổi trong cộng đồng. Mà không có cơ chế dạy học toàn thị trấn cho hai ngôn ngữ đang nguy cấp này dành cho thanh thiếu niên ở những nơi ngôn ngữ này còn tồn tại, những ngôn ngữ này có thể sẽ tuyệt chủng trong vòng 3-5 thập kỷ, biến chúng thành những ngôn ngữ đang đứng trước nguy cơ nghiêm trọng, trừ khi có một cơ chế dạy học được thành lập bởi chính phủ hoặc một cơ sở giáo dục tại các đô thị Gattaran và Baggao.

## Kinh tế
Các sản phẩm nông nghiệp chính ở đây bao gồm lúa, ngô, lạc, đậu và các loại trái cây. Ngoài ra, còn có gia súc như bò, lợn, trâu và gia cầm. Ngư nghiệp cũng phát triển với việc đánh bắt nhiều loại cá ở các thị trấn ven biển. Ngoài ra, tỉnh còn nổi tiếng với sản phẩm nội thất được làm từ gỗ cứng, tre, tre và các nguyên liệu đặc biệt khác.

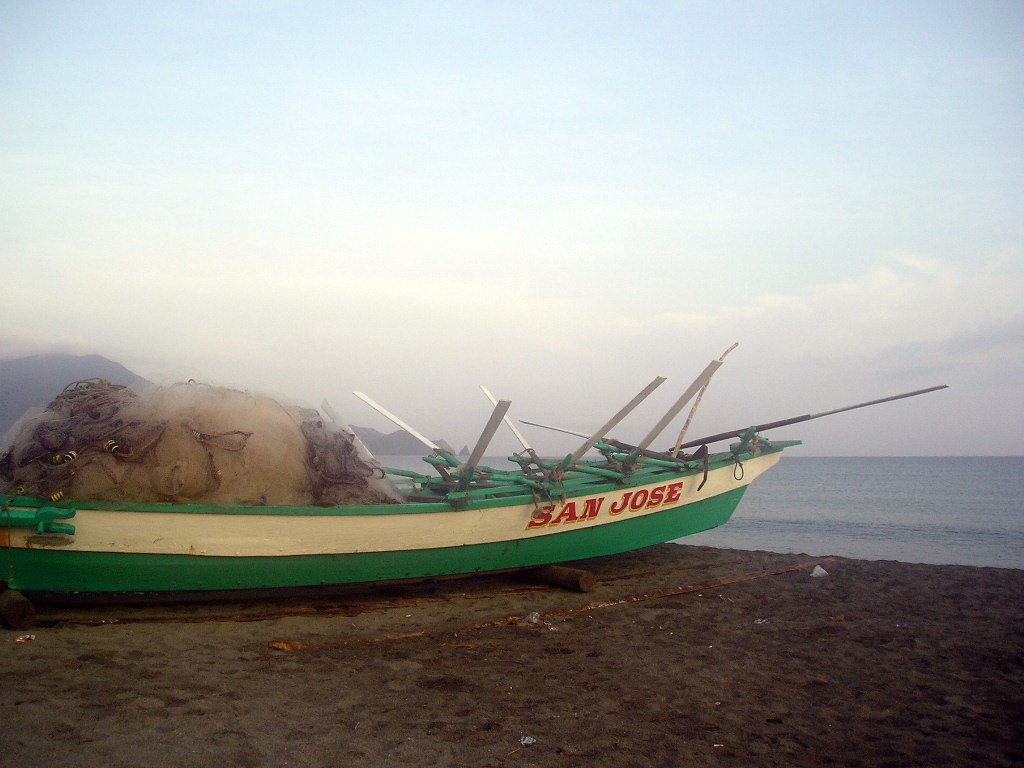
Tàu cá ở Claveria

Sân bay quốc tế Northern Cagayan tại Lal-lo được xây dựng để hỗ trợ Khu kinh tế đặc biệt Cagayan ở phía bắc tỉnh. Sân bay này cũng phục vụ giao thông biển thông qua Cảng Irene. Dự án sân bay bao gồm việc xây dựng đường băng dài 2.200 mét, rộng 45 mét, theo tiêu chuẩn của Tổ chức Hàng không Dân dụng Quốc tế. Sân bay quốc tế này đã hoàn thành vào tháng 10 năm 2014, và có khả năng phục vụ các máy bay lớn như Airbus A319-100 và máy bay nhỏ hơn của hãng Boeing có kích thước tương đương.

### Du lịch
Với vị trí đối diện Biển Đông, Cagayan có một bờ biển dài dọc các thị trấn ven biển phía bắc như Sanchez Mira, Pamplona, Santa Praxedes, Claveria, Buguey, Aparri, Ballesteros, Abulug, và các hòn đảo như Palaui, Fuga, và đảo thuộc đô thị Calayan. Các thị trấn như Sanchez Mira, Claveria và Santa Praxedes cung cấp nơi lưu trú cho du khách, trong khi đang phát triển Fuga Island thành một trung tâm giải trí và du lịch hàng đầu thế giới. Các hoạt động du lịch ở đây bao gồm quan sát cá voi ở Quần đảo Calayan, cũng như lặn ngắm san hô, lặn có ống thở và câu cá ở Đảo Palaui thuộc Santa Ana. Sân bay Claveria cũng có thể được sử dụng làm điểm xuất phát đến Đảo Fuga.
Lễ hội Sambali được tổ chức trên khắp tỉnh để kỷ niệm ngày thành lập. Một số khách sạn ở đây bao gồm Governors Garden Hotel, Hotel Candice, Hotel Roma và Hotel Kimikarlai tại Thành phố Tuguegarao.
Claveria có nhiều điểm thu hút du lịch như Laguna Lakay-Lakay, những hình thành đá ven biển ở Hang động Camalaggaon, Công viên ven đường với tầm nhìn ra Vịnh Claveria, Thác Macatel với nước trong suốt quanh năm, Hải đăng Pata, và khu nghỉ dưỡng ven biển Claveria với bãi cát trắng. 

## Những cá nhân nổi bật
- Bretman Rock - người ảnh hưởng về làm đẹp và cá nhân truyền thông trên mạng xã hội, quê ở Sanchez Mira.
- Kakai Bautista - nữ diễn viên và danh hài.
- Paco Román - người lính người Philippine-Tây Ban Nha, sau này trở thành một nhà cách mạng trong suốt Cách mạng Philippines và Chiến tranh Mỹ-Philippine. Roman đạt cấp bậc của một đại tá trong quân đội cách mạng, và là phụ tá gần gũi của Đại tướng Antonio Luna. Quê ở Alcala.
- Cesar Adib Majul - nhà sử học người Philippine[19] nổi tiếng với công việc nghiên cứu về lịch sử Islam tại Philippines[20] và về cuộc đời của Apolinario Mabini.[21]
- Salvador Lazo Lazo - người Philippine thuộc giới hướng dẫn Kitô giáo La Mã. Ông đã làm Giám mục Thánh Fernando de La Union từ năm 1981 đến năm 1993.[22]
- Ricardo Baccay - Giám mục thứ ba của Giáo phận Alaminos, Pangasinan và từng là Giám mục Phụ tá của Tổng giáo phận Tuguegarao. Sinh ra ở Tuguegarao.
- Eulogio Balao - nguyên Bộ trưởng Bộ Quốc phòng và cựu Thượng nghị sĩ Cộng hòa Philippines, từ Thành phố Tuguegarao.
- Diosdado P. Banatao - doanh nhân và kỹ sư hoạt động trong ngành công nghệ cao. Quê ở Iguig.
- Lilia Cuntapay - Nữ diễn viên, còn được biết đến với cái tên "Nữ hoàng phim kinh dị Philippines", từ Gonzaga.
- Maja Ross Andres Salvador - nữ diễn viên nổi tiếng của ABS-CBN, sinh ra và lớn lên tại barangay Canayun, Abulug.
- Silvestre Bello III - thư ký Bộ Lao động và việc làm quê ở Gattaran.
- Arthur Tugade - thư ký Bộ Giao thông quê ở Claveria.
- Juan Ponce Enrile - thư ký nội các và bộ trưởng dưới thời Tổng thống Ferdinand Marcos (Tài chính, Tư pháp và Quốc phòng) và Corazon Aquino (Quốc phòng), Thượng nghị sĩ (1987-1992, 1995-2001, 2004–2016) và Chủ tịch Thượng viện Philippines (2008-2013), quê ở Gonzaga.